# The Gentle Conspiracy
Pour plus de détails, voir Fiche technique et Distribution.
The Gentle Conspiracy est un film muet américain réalisé par Carl M. Leviness et sorti en 1916.

## Fiche technique
- Titre : The Gentle Conspiracy
- Réalisation : Carl M. Leviness
- Scénario :
- Photographie :
- Montage :
- Producteur :
- Société de production : American Film Manufacturing Company
- Société de distribution : Mutual Film
- Pays d'origine :  États-Unis
- Langue : film muet avec les intertitres en anglais
- Format : Noir et blanc — 35 mm — 1,33:1 — Muet
- Genre : Film dramatique
- Durée : 20 minutes
- Dates de sortie : 
  -  États-Unis : 19 juin 1916

## Distribution
- Louise Lester : Mme John Ridgely
- George Periolat : John Ridgely
- Vivian Rich : Jessie Ridgely / Mollie (rôle double)
- Gayne Whitman : Bob Fillmore